# М'яу-У (царство)
М'яу-У — середньовічна держава, що існувала на східному узбережжі Бенгальської затоки на частині територій сучасних М'янми і Бангладешу.
У кінці XIV століття за вплив над Араканом боролися дві основні сили, що змагаються за владу в М'янмі: держави Ава і Хантаваді. Вони садили на престол своїх ставлеників і боролися проти ставлеників супротивника.
У 1404 році на араканському троні утвердився цар Нарамейхла (Мінсомон), але авські війська через два роки знову посадили тут свого ставленика. Нарамейхла втік до Бенгальського султанату, зв'язки з яким у Аракана стали тіснішими після того, як частина його населення перейшла в іслам. Допомога бенгальців дозволила Нарамейхлі в 1430 році проголосити незалежність Аракана. У 1433 році він заснував нову столицю - М'яу-У. Звільнившись від залежності від м'янманців, Аракан став, однак, васалом Бенгалії, і посилав туди данину.
У XV столітті держава помітно розширилася і на північ, і на південь. Алі Хан захопив Сандову і Раму, Басоп'ї (Калима Шах) - Читтагонг. Про соціально-економічну структуру араканської держави цього періоду майже нічого не відомо.
У XVI столітті араканська держава М'яу-У виявилась залученою в сферу португальської експансії. Численні португальські флібустьєри, що служили найманцями при дворі правителя М'яу-У, розселилися в районі Читтагонга і на острові Діанга. Тут був створений португальська флот, який спочатку допомагав правителям М'яу-У відстоювати свою незалежність від домагань Ави, Таунгу і Пегу. Однак незабаром  португальці, що влаштувалися там, перестали підкорятися штаб-квартирі португальської імперії в Гоа, і виступили не тільки суперниками (спільно з араканськими купцями) своїх компатріотів з Гоа, але і грозою всієї міжнародної торгівлі в Бенгальській затоці. Піратство португальських найманців в Аракані до певної міри вплинуло на торгівлю мусульманських купців в цьому регіоні.
Після того, як династія Таунгу почала об'єднувати М'янму під своєю владою, її правитель Табіншветхі спробував в 1546-му захопити Аракан. Однак, хоча м'янманські війська, посилені новими загонами португальців на чолі з Дієго Суарешом ді Меллу, захопили араканське місто Сандовей, однак взяти столицю країни місто М'яу-У, яку також захищали війська Мінбіна за допомогою португальських найманців, їм не вдалося.
У 1622 португальські найманці - ферінджі були вигнані з Аракана, а Читтагонг відійшов до імперії Великих Моголів.
На початку XVIII століття при правителі Сандавізае араканські війська здійснили кілька набігів на долину Іраваді, але після його смерті в 1731 році в країні знову почалася анархія.
У середині XVIII століття почалося об'єднання М'янми під владою династії Конбаун. У 1785 році правитель Бодопайя завоював Аракан.